# Giovanni da Medina
Juan de Medina, latinizzato come Ioannis Medinae e reso in italiano come Giovanni da Medina (Medina de Pomar, 1490 – Alcalá, 1547), è stato un religioso, teologo e ambasciatore spagnolo a Roma.
Sebbene sia ripetutamente citato e lodato da diversi teologi del suo tempo, poco è stato scritto sulla sua vita.

## Biografia
Nacque a Medina de Pomar nella provincia di Burgos (non ad Alcalá, come affermano alcuni autori) nel 1490.
Entrò nel Collegio di Sant'Ildefonso ad Alcalá il 20 maggio 1516, conseguì la laurea in filosofia e teologia e poco dopo divenne canonico e maestro di teologia all'università. Fu scelto quale professore principale di teologia presso il Collegio di Sant'Ildefonso succedendo a Michele Carasco, che il cardinale Ximenes aveva voluto perpetuo rettore del collegio. Dal 1526 circa e per vent'anni Medina ricoprì questa posizione.
Morì nel 1547. Álvar Gómez de Castro - suo alunno - e André Schott affermano che Medina fu sepolta nella chiesa di Sant'Ildefonso. Le prime righe dell'epitaffio sulla sua tomba, scritto da De Castro, recitano:
Complutense decus jacet hic, attente viator
Ter tumultum lustra, ter pia thura crema
Hoc moriente silet vox, qua non clarior unquam
Compluti fulsit, nec fuit illa .
Le opere di Medina riguardano principalmente la teologia e l'etica morale. Alcune delle sue opinioni non erano conformi alla dottrina proposta dal Concilio di Trento. Il Diccionario Enciclopédico Hispano-Americano afferma che il suo trattato de Poenitientia fu messo all'Indice nell'edizione del 1707; in realtà vi si raccomandano alcune correzioni alle sue opere ma non le proibisce e l'edizione dell'Indice pubblicata nel 1711 non elenca le opere di Medina, né alcuna delle edizioni successive. Il Concilio di Trento dichiara che nell'ora della morte non esiste "reservatio" e che tutti i sacerdoti possono rimettere i peccati "in articulo mortis". Medina afferma che "l'assoluzione data da un sacerdote scomunicato non è valida"; e ancora che "in un momento di necessità (artliculo necessitatis) qualsiasi sacerdote, non sospeso o scomunicato, può dare l'assoluzione a chiunque". Le sue opinioni sulla materia per l'assoluzione sacramentale e sulla Copia confessariorum sembrano contrapposte all'insegnamento del Concilio tridentino su questi punti.

## Opere
Molte edizioni delle opere di Medina furono stampate nei secoli XV e XVI. Suo fratello Giovanni de Medina pubblicò i libri di teologia ad Alcalà nel 1544 e seguenti; Salamanca, 1555; Ingoldstadt, 1581; Brescia, 1590–1606; Colonia, 1607 ecc.
- (LA) De poenitentia, restitutione et contractibus, vol. 1, Ingolstadt, David Sartorius, 1581.
- (LA) De poenitentia, restitutione et contractibus, vol. 2, Ingolstadt, David Sartorius, 1581.